# Sharīfābād (ort i Qom)
Sharīfābād (persiska: شَريفابادِ زَند, شريف آباد, شَريفابادِ زَرَند, Sharīfābād-e Zand) är en ort i Iran.   Den ligger i provinsen Qom, i den centrala delen av landet, 120 km sydväst om huvudstaden Teheran. Sharīfābād ligger 922 meter över havet och antalet invånare är 329.
Terrängen runt Sharīfābād är platt.Runt Sharīfābād är det ganska tätbefolkat, med 100 invånare per kvadratkilometer. Närmaste större samhälle är Pestakān, 5,2 km väster om Sharīfābād. Trakten runt Sharīfābād är ofruktbar med lite eller ingen växtlighet.